# Salmo 102
Il salmo 102 (101 secondo la numerazione greca) costituisce il centoduesimo capitolo del Libro dei salmi ed è uno dei cosiddetti salmi penitenziali.
Salmi 102:25-27 è citato da Ebrei 1.10-12.